# Phil Niekro
Philip Henry Niekro (ur. 1 kwietnia 1939 w Blaine, zm. 26 grudnia 2020 we Flowery Branch) – amerykański baseballista, który występował na pozycji miotacza przez 24 sezony w Major League Baseball.

## Kariera zawodnicza
Po ukończeniu szkoły średniej, w lipcu 1958 roku podpisał kontrakt jako wolny agent z Atlanta Braves i początkowo grał w klubach farmerskich tego zespołu, najwyżej na poziomie Triple-A w Louisville Colonels i Denver Bears. W MLB zadebiutował 15 kwietnia 1964 w meczu przeciwko San Francisco Giants jako reliever. W sezonie 1969 po raz pierwszy zagrał w Meczu Gwiazd i ustanowił rekord kariery, notując 23 zwycięstwa. Ponadto w głosowaniu do nagrody Cy Young Award zajął 2. miejsce za Tomem Seaverem z New York Mets.
5 sierpnia 1973 w meczu przeciwko San Diego Padres zanotował pierwszego dla klubu no-hittera, po przeniesieniu jego siedziby z Milwaukee do Atlanty. W 1978 otrzymał pierwszą w karierze Złotą Rękawicę. 1 października 1982 przed ostatnim meczem sezonu zasadniczego Braves potrzebowali wygranej by zapewnić sobie mistrzostwo NL West Division. W wyjazdowym spotkaniu z Padres na Jack Murphy Stadium, Niekro zaliczył complete game shutout, a także zdobył dwupunktowego home runa w pierwszej połowie ósmej zmiany wyprowadzając Braves na prowadzenie 3–0.
Po dwudziestu sezonach spędzonych w Braves, w styczniu 1984 Niekro podpisał kontrakt z New York Yankees, w którym występował przez dwa sezony. 6 października 1985 w meczu z Toronto Blue Jays zanotował 300. zwycięstwo w MLB jako 18. miotacz w historii ligi. W tym samym spotkaniu zaliczył shutout w wieku 46 lat i został wówczas najstarszym zawodnikiem, który tego dokonał. Grał jeszcze w Cleveland Indians, Toronto Blue Jays i ponownie w Atlanta Braves, gdzie zakończył zawodniczą karierę.

## Uhonorowanie
W 1984 numer 35, z którym występował został zastrzeżony przez klub Atlanta Braves. W 1997 został uhonorowany członkostwem w Baseball Hall of Fame.

## Nagrody i wyróżnienia
| Nagroda/wyróżnienie           | Lata                         | Źródło |
| 5× All-Star                   | 1969, 1975, 1978, 1982, 1983 | [ 2 ]  |
| 5× Gold Glove Award           | 1978, 1979, 1980, 1982, 1983 | [ 2 ]  |
| Roberto Clemente Award        | 1980                         | [ 9 ]  |
| Lou Gehrig Memorial Award     | 1979                         | [ 10 ] |
| # 35 zastrzeżony przez Braves | 1984                         | [ 7 ]  |
| Baseball Hall of Fame         | od 1997                      | [ 8 ]  |